# シュガーランド
シュガーランド（Sugarland）は、主にアメリカ合衆国で活動を行っている、作曲家でありシンガーソングライターのジェニファー・ネトルズ(リード・ボーカル)とクリスチャン・ブッシュ(バック・ボーカル、リード・ボーカル、マンドリン、アコースティック・ギター、ハーモニカ)で構成されるカントリーミュージックのデュエット・グループである。2002年、クリステン・ホール、ブッシュにより結成され、最終的にリード歌手としてネトルズが採用されトリオとなった。3年後、ホールが脱退した。
2004年、レコード会社マーキュリー・ナッシュビルと契約し、プラチナ・セールスとなったデビュー・アルバム『Twice the Speed of Life』からのシングル『Baby Girl』でデビューした。2006年、2枚めのアルバム『Enjoy the Ride』を発売し、トリオはデュエットになった。このアルバムは彼らのアメリカで最初のナンバー・ワン曲『Want To』と『Settlin'』を含むの2曲が含まれ、『Stay』はグラミー賞のデュエット部門を受賞した。2008年、3枚めのアルバム『Love on the Inside』が発売された。このアルバムは『All I Want to Do』『Already Gone』『It Happens』の3曲のナンバー・ワンのヒット曲を含んでいる。2010年10月19日、4枚めのアルバム『The Incredible Machine』のスタンダード・エディションとデラックス・エディションが発売された。

## メンバー
- ジェニファー・ネトルズ
- クリスチャン・ブッシュ

## ディスコグラフィ

### アルバム
| 2004                                      | Twice the Speed of Life | - 発売日: 2004年10月26日 - レーベル: Mercury Nashville - フォーマット: CD, digital download                       | 16 | —  | — | —  | —  | - US: 3× プラチナ - AUS: ゴールド - CAN: ゴールド |
| 2006                                      | Enjoy the Ride          | - 発売日: 2006年11月7日 - レーベル: Mercury Nashville - フォーマット: CD, digital download - 全米売上: 300万枚    | 4  | —  | — | —  | —  | - US: 3× プラチナ                                 |
| 2008                                      | Love on the Inside      | - 発売日: 2008年7月29日 - レーベル: Mercury Nashville - フォーマット: CD, digital download - 全米売上: 200万枚    | 1  | —  | 4 | —  | —  | - US: 2× プラチナ - CAN: ゴールド                 |
| 2010                                      | The Incredible Machine  | - 発売日: 2010年10月19日 - レーベル: Mercury Nashville - フォーマット: CD, digital download - 全米売上: 107.9万枚 | 1  | 47 | 2 | 44 | 43 | - US: プラチナ                                    |
| "—"は未発売またはチャート圏外を意味する。 |                         | |    |    |   |    |    |                                                   |

### 全米1位カントリー・シングル
- "Want To" (2006年) (2週間)
- "Settlin'" (2007年)
- "All I Want To Do" (2008年)
- "Already Gone" (2009年)
- "It Happens" (2009年) (2週間)

## インディアナ・ステート・フェアでの事故
2011年8月13日、インディアナ・ステート・フェアで野外ステージが強風のため倒壊し、5人が死亡、45人以上が負傷した。倒壊したのはステージ（コンクリート製）自体ではなく、ワイヤーで固定された照明トラスおよびスピーカーマウントであった。事故の後ジェニファー・ネトルズとクリスチャン・ブッシュはツィッター上に「私たちは問題ありません。 私たちは私たちのファンおよびインディアナポリスの人々のために祈っています。私たちはあなたたちが加わることを願っています。彼らはあなたの力を必要としています。」と投稿した。シュガーランドはまた、8月14日にアイオワ・ステート・フェアで予定されていたコンサートをキャンセルした。

## 参照
1. ↑  “Sugarland Album & Song Chart History - Billboard 200”. Billboard.   Prometheus Global Media. 2010年10月23日閲覧。
2. ↑  “australian-charts.com - Australian charts portal”.   Hung Medien. australian-charts.com. 2010年11月14日閲覧。
3. ↑  “Sugarland Album & Song Chart History - Canadian Albums”. Billboard.   Prometheus Global Media. 2010年10月23日閲覧。
4. ↑  “irishcharts.com - Discography Sugarland”.   Hung Medien. 2011年2月15日閲覧。
5. ↑  “Chart Stats - Sugarland”.   chartstats.com. 2013年1月19日時点のオリジナルよりアーカイブ。2011年2月15日閲覧。
6. ↑  "American  albums  certifications – Sugarland – Twice the Speed of Life". Recording Industry Association of America. {{cite web}}: Cite webテンプレートでは|access-date=引数が必須です。 (説明)
7. ↑  “ARIA Album Accreditations 2008”.  Australian Recording Industry Association. 2010年2月10日閲覧。
8. ↑  "Canadian  albums  certifications – Sugarland – Twice the Speed of Life". Music Canada. {{cite web}}: Cite webテンプレートでは|access-date=引数が必須です。 (説明)
9. ↑  "American  albums  certifications – Sugarland – Enjoy the Ride". Recording Industry Association of America. {{cite web}}: Cite webテンプレートでは|access-date=引数が必須です。 (説明)
10. ↑  Katie Hasty, "'NOW 23' Trumps Groban, Urban, Sugarland At No. 1", Billboard.com, November 15, 2006.
11. ↑  "American  albums  certifications – Sugarland – Love on the Inside". Recording Industry Association of America. {{cite web}}: Cite webテンプレートでは|access-date=引数が必須です。 (説明)
12. ↑  "Canadian  albums  certifications – Sugarland – Love on the Inside". Music Canada. {{cite web}}: Cite webテンプレートでは|access-date=引数が必須です。 (説明)
13. ↑  “Chart news for November 30, 2011: Scotty McCreery Holds Off Taylor Swift to Stay #1”. Roughstock (2011年11月30日). 2012年7月23日閲覧。
14. ↑  "American  albums  certifications – Sugarland – The Incredible Machine". Recording Industry Association of America. {{cite web}}: Cite webテンプレートでは|access-date=引数が必須です。 (説明)
15. ↑  “Four dead after stage collapse at Ind. State Fair”.   usatoday.com (2001年8月13日). 2011年8月14日閲覧。
16. ↑  “BREAKING: STAGE COLLAPSE IN INDIANA- VIDEO”. BREAKING: STAGE COLLAPSE IN INDIANA- VIDEO.   BackstageOL. 2011年8月14日閲覧。
17. ↑  Zilbermints, Regina. “Sunday night Sugarland show at Iowa State Fair is canceled”.   Des Moines Register. 2011年8月14日閲覧。